# Ghulam
Ghulam (hindi: ग़ुलाम, urdu: غلام, tłum.: Niewolnik) to bollywoodzki dramat wyreżyserowany w  1998 roku przez Vikram Bhatta. To wczesny film sławnych dziś aktorów indyjskich Aamir Khana i Rani Mukherjee. Tematem filmu jest młodzieńczy bunt, przemiana serca pod wpływem miłości, dramat zdrady i wierności nie tylko w relacjach z kobietą. W centrum filmu znajdują się też relacje między braćmi, cień tragedii z dzieciństwa i samotna walka bohatera z gangiem terroryzującym dzielnicę.

## Fabuła
Bombaj. Wcześnie w dramatyczny sposób osierocony Siddarth (Aamir Khan) rośnie pod opieką swego starszego brata Jaia (Rajit Kapoor). Nie mając oparcia w rodzicach obydwoje odnajdują swoje miejsce w środowisku przestępczym. Siddarth, pełen życia, zbuntowany, prześladowany przez obrazy z dzieciństwa, wiecznie pędzący na motorze, nawet podczas procesu kradnący pieniądze swojemu adwokatowi marzy o karierze boksera. Usilnie trenuje. Na razie jednak na co dzień wykorzystuje swoją siłę na zlecenie miejscowego mafioso Ronnie (Sharat Saxena) strasząc i bijąc ludzi. Siddu wpatrzony w swojego starszego brata, prowadzącego gangsterowi buchalterię, nie widzi w swoim życiu nic złego. Dopóki nie spotka Alishy (Rani Mukherjee), córki bogatego alkoholika, szukającej zapomnienia w ekscesach gangu motocyklowego.

## Obsada
- Aamir Khan – Sidharth (Siddu)
- Rani Mukherjee – Alisha
- Rajit Kapoor – Jai
- Dalip Tahil – ojciec Siddhartha
- Sharat Saxena – Ronak Singh (Ronnie)
- Deepak Tijori – Charlie
- Mita Vasisht – adwokat Siddu

## Piosenki śpiewają
Piosenki skomponowane przez duet braci Jatin-Lalit, autorów muzyki do takich filmów z Aamir Khanem jak Jo Jeeta Wohi Sikandar, Sarfarosh, Fanaa czy z Shah Rukh Khanem: Coś się dzieje, Chalte Chalte, Czasem słońce, czasem deszcz, Żona dla zuchwałych, Mohabbatein, Phir Bhi Dil Hai Hindustani, Raju Ban Gaya Gentleman, Yes Boss, Kabhi Haan Kabhi Naa.
- Jaadu Tera Hi Jaadu (Alka Yagnik, Kumar Sanu)
- Aati Kya Khandala (Aamir Khan)
- Aankhon Se Tune Kya (Alka Yagnik, Kumar Sanu)
- Ab Naam Mohabbat (Alka Yagnik, Udit Narayan)
- Tujko Kya (Udit Narayan)
- Sath Jo Tera Mil Gaya (Alka Yagnik, Udit Narayan)